# Las verdaderas mujeres asesinas
Las verdaderas mujeres asesinas es una serie/documental de televisión, se estrenó en 2005 en Discovery Channel, centrándose en la historia de asesinatos perpetrados por mujeres. Originalmente fue una miniserie formada por tres episodios: "Obsesión", "Ambición" y "Venganza" (no emitidos en México). La segunda temporada se estrenó tres años después, en 2008, fue presentado en el canal de Investigación en Discovery Channel. Actualmente lo transmiten en Investigation Discovery. Fue editado el formato original por completo, formato que se mantiene desde la segunda temporada hasta la actualidad; fue cambiada la secuencia de apertura, el narrador y el número de casos por episodios, en vez de cuatro solo fueron tres. Cada episodio cuenta con asesinas de países de habla inglesa, entre ellos: Australia, Canadá, Nueva Zelanda, Reino Unido y Estados Unidos. A partir de 2015 también se presentan casos mexicanos. El documental cuenta siempre con la participación testimonial de la especialista en psicología criminal, Candice Delong.

### Miniserie: Deadly Women
Cada uno de los tres episodios de la miniserie original "Deadly Women" incluye cuatro casos de mujeres o grupos de mujeres que estaban unidas por el tema central de cada episodio. Estas mujeres son:

### Temporada 1 (2005)
Episodio 1: Obsesión
- Elizabeth Báthory
- Vera Renczi
- Delphine LaLaurie
- Dra. Linda Burfield Hazzard

Episodio 2: Ambición
- Belle Gunness
- Amy Archer-Gilligan
- Janie Lou Gibbs
- Viudas negras de Liverpool (Catherine Flannigan y Margaret Higgings)

Episodio 3: Venganza
- Katherine Knight
- Blanche Taylor Moore
- Ruth Ellis
- Ángeles de la muerte de Lainz (María Gruber, Irene Liedolf, Stephanija Meyer y Waltraud Wagner)

### Las verdaderas mujeres asesinas
Las verdaderas mujeres asesinas reanudó la segunda temporada en 2008, con ligeros cambios. Hay un nuevo narrador, y en cada episodio se cuentan tres casos de mujeres o grupos de mujeres que tienen que ver con el tema principal, en vez de cuatro. La tercera temporada comenzó en agosto de 2009, la cuarta temporada se emitió en agosto de 2010 y la quinta temporada está en proceso. Estas mujeres fueron:

### Temporada 2 (2008)
Episodio 1: Asesinas emocionales
- Melinda Loveless, Laurie Tackett, Hope Rippey y Toni Lawrence
- Brenda Spencer
- Tracey Wigginton

Episodio 2: Atracción fatal
- Diane Downs
- Martha Wise
- Valerie Parashumti y Jessica Stasinowsky

Episodio 3: Mentes retorcidas
- Sylvia Seegrist
- Christina Marie Riggs
- Bobbie Sue Dudley

Episodio 4: Secretos siniestros
- Judy Buenoano
- Eugenia Falleni
- Genene Jones

Episodio 5: Medicina mortal
- Beverley Allitt
- Stella Nickell
- Kathleen Folbigg

Episodio 6: Depredadoras
- Aileen Wuornos
- Dorothea Puente
- Anna Marie Hahn

### Temporada 3 (2009)
Episodio 1: Malas semillas
- Mary Bell
- Holly Harvey y Sandra Ketchum
- Paula Cooper

Episodio 2: Todo por dinero
- Eva Coo y Martha Clift
- Celeste Beard y Tracey Tarlton
- Sarah Makin

Episodio 3: Locura asesina
- Jane Toppan
- Dana Sue Gray
- Christine Falling

Episodio 4: Las apariencias engañan
- Helen Golay y Olga Rutterschmidt
- Betty Lou Beets
- Kim Hricko

Episodio 5: Amor prohibido
- "J.R." (Jasmine Richardson)
- Sharee Miller
- Kristin Rossum

Episodio 6: Celos locos
- Winnie Ruth Judd
- Carolyn Warmus
- Daphne Wright

Episodio 7: Malas influencias
- Myra Hindley
- Susan Atkins, Patricia Krenwinkel y Leslie Van Houten
- Tania Herman

Episodio 8: Obsesión fatal
- Lisa Marie Montgomery
- Pauline Parker y Juliet Hulme
- Catherine Birnie

Episodio 9: Amantes letales
- Rosemary West
- Martha Beck
- Erika Sifrit

Episodio 10: Madres asesinas
- Waneta Hoyt
- Andrea Yates
- Susan Smith

Episodio 11: Maldad innata
- Gertrude Baniszewski
- Antoinette Frank
- Sharon Kinne

Episodio 12: Venganza letal
- Sarah Marie Johnson
- Piper Rountree
- Christa Pike

Episodio 13: Lazos de sangre
- Barbara Opel
- Kate Bender
- Sante Kimes

### Temporada 4 (2010)
Episodio 1: Ojo por ojo
- Karla Faye Tucker
- Jessica McCord
- Clara Harris

Episodio 2: Fuera de la ley
- Griselda Blanco
- Barbara Graham
- Juanita Spinelli

Episodio 3: Cazafortunas
- Jill Coit
- Marjorie Orbin
- Barbara Stager

Episodio 4: Parejas mortales
- Caril Fugate
- Valmae Beck
- Ashley Humphrey

Episodio 5: Separados por la muerte
- Mary Winkler
- Rebecca Salcedo
- Betty Broderick

Episodio 6: Manipuladoras
- Sharon Nelson
- Virginia Larzelere
- Sheila LaBarre

Episodio 7: El vínculo sagrado
- Theresa Knorr
- Debora Green
- Diane O'Dell

Episodio 8: Libre de toda sospecha
- Tillie Gburek
- Beth Carpenter
- Caroline Grills

Episodio 9: A sangre fría
- Wendi Mae Davidson
- Anu Singh
- Lynn Turner

Episodio 10: Trampas del amor
- Jennifer Reali
- Bonnie Heady
- Dawn Silvernail

Episodio 11: Secretos y mentiras
- Anjette Lyles
- Susan Grund
- Audrey Marie Hilley

Episodio 12: Amor siniestro
- Christine Paolilla
- Penny Boudreau
- Jennifer Hyatte

Episodio 13: Venganza de una hija
- Nicole Kasinskas
- Constance Emily Kent
- Belinda Van Krevel

Episodio 14: Celos que matan
- Lisa Michelle Lambert
- Daphne Abdela
- Sarah Kolb

Episodio 15: Libertad y dinero
- Amy Bosley
- Joyce Chant
- Michelle Michael

Episodio 16: Asesinas adolescentes
- Susanna Toledano y Chelsea Richardson
- "Sandra y Beth"
- Penny Bjorkland

### Temporada 5 (2011)
Episodio 1:Mujeres mortales: Cuenta regresiva asesina especial
- Gertrude Baniszewski
- "J.R." (Jasmine Richardson)
- Griselda Blanco
- Rosemary West
- Betty Lou Beets
- Sarah Makin
- Christa Pike
- Lisa Marie Montgomery
- Caril Fugate
- Myra Hindley

Episodio 2: Matar por placer
- Christina Walters
- Judith Neelley
- Irene Maslin

Episodio 3: Vecinas de miedo
- Tiffany Cole
- Shonda Walter
- Melissa Huckaby

Episodio 4: Doble cara
- Lydia Sherman
- Paula Sims
- Velma Barfield

Episodio 5: Todo en familia
- Darlie Routier
- Frances Newton
- Susan Eubanks

Episodio 6: Romance mortal
- Louise Peete
- Jane Dorotik
- Teresa Lewis

Episodio 7: Ambición mortal
- Marjorie Diehl-Armstrong
- Rosie Alfaro
- Kim Snibson

Episodio 8: En el límite
- Amber Cummings
- Kate Webster
- Wendi Andriano

Episodio 9: Viuda negra
- Josephine Gray
- Elisa McNabney y Sarah Dutra
- Shirley Withers

Episodio 10: Sacrificio sangriento
- Robin Lee Row
- Marybeth Tinning
- Socorro "Cora" Caro

Episodio 11: Posesión mortal
- Rachel Wade
- Caroline Young
- Elizabeth Duncan

Episodio 12: Crimen pasional
- Raynella Dossett Leath
- Margaret Rudin
- Linda Lou Charbonneau

Episodio 13: Hermanas enemigas
- Sarah Mitchell
- Betty Wilson
- Kathleen Worrall

Episodio 14: Placer y dolor
- Elizabeth Brownrigg
- Kerry Lyn Dalton
- Martha Rendell

Episodio 15: Amor letal
- Susan Wright
- Alice Mitchell
- Larissa Schuster

Episodio 16: Asesinas con cara infantil
- Cindy Collier y Shirley Wolf
- Lorraine Thorpe
- Courtney Dunkin

Episodio 17: Desprecio por la vida
- Tina Powell y LaFonda Foster
- Melinda Harmon-Raisch
- Judy Moran

Episodio 18: Venganza de la amante
- Jane Andrews
- Shana Parkinson
- Jennifer Bailey

Episodio 19: Delincuentes
- Bernadette Protti
- Karen Severson y Laura Doyle
- Kelly Fuller

Episodio 20: Unión de muerte
- Patricia Robinson-Olsen
- Valerie Pape
- Jean Lee

Episodio 21: Hijas que matan
- Elizabeth Haysom
- Heather D'Aoust
- Nikki Reynolds

### Temporada 6 (2012)
Episodio 1: Cacería humana
- Suzan Carson
- Chelsea O'Mahoney
- Pamela Lynn Perillo

Episodio 2: Hijas asesinas
- Marie Robards
- Dorothy Ellingson
- Brigitte Harris

Episodio 3: Avaricia insaciable
- Dena Thompson
- Louise Vermilyea
- Brookey Lee West

Episodio 4: Matriarcas asesinas
- Frances Creighton
- Betty Neumar
- Millicent Cumberbatch

Episodio 5: Muerte en la red
- Elisa Baker
- Della Sutorius
- Sandy Cain

Episodio 6: Asesinando inocentes
- Theresa Riggi
- Elise Ledvina
- Marie Noe

Episodio 7: Te amaré hasta acabar contigo
- Omaima Nelson
- Lyda Trueblood
- Amy DeChant

Episodio 8: Sin motivos
- Andrea Hicks Jackson
- Alyssa Bustamante
- Felicia Morgan

Episodio 9: Adolescentes de terror
- Natasha Cornett
- Tiana Browne
- Helen Moore

Episodio 10: Peligrosamente cerca
- Malaika Griffin
- Ellen Etheridge
- Pamela Gourlay

Episodio 11: Venganza cruel
- Heather Stephenson Snell
- Anne Bradley
- Brittany Norwood

Episodio 12: Enterrando infantes
- Stacey Barker
- Kelly Silk
- Nicole Diar

Episodio 13: Asesinas morbosas
- Debra Brown
- Janice Buttrum
- Michelle Michaud

Episodio 14: Beneficio mortal
- Manling Williams
- Rhonda Belle Martin
- Marilyn Plantz

Episodio 15: Los ayudantes de mamá
- Hilma Marie Witte
- Lois Nadean Smith
- Edith McAlinden

Episodio 16: Venganza eterna
- Lastenia Abarta
- Diane Borchardt
- Marcela Whaley

Episodio 17: Sin remordimientos
- Gunn-Britt Ashfield
- Edythe Klumpp
- Kelly O'Donnell

Episodio 18: Seducción mortal
- Regina y Margaret DeFrancisco
- Laura Fair
- Vicki Efandis

Episodio 19: Muerte a domicilio
- Shawna Forde
- Shirley Jo Phillips
- Dorothy Williams

Episodio 20: Novias sangrientas
- Andrea Claire
- Frankie Stewart Silver
- Danielle Stewart

### Temporada 7 (2013)
Episodio 1: Corazones con malicia
- Angela McAnulty
- Bertha Gifford
- Nicole Hollinshead

Episodio 2: Hambre de dinero
- Dorice "Dee Dee" Moore
- Anne Gates
- Patricia Byers

Episodio 3: Sin piedad
- Korena Roberts
- Elva Bottineau
- Rekha Kumari-Baker

Episodio 4: Adolescencia a medias
- Wendy Gardner
- Nakisha Waddell y Annie Belcher
- Gina Grant

Episodio 5: Zorras viciosas
- Tracy Lee Poirier y Tamara Marie Upton
- Virginia Reardon
- Tracie Andrews

Episodio 6: Guardianas del mal
- Ellen Boehm
- Dena Schlosser
- Gemma Killeen

Episodio 7: Casado con la asesina
- Shirley Allen
- Alma Theede
- Donna Horwitz

Episodio 8: Adolescentes letales
- Cinnamon Brown
- Danielle Black
- Jennifer Tombs

Episodio 9: Por encima de la ley
- Stephanie Lazarus
- Georgia Tann
- Ann Miller

Episodio 10: Almas sádicas
- Vickie Frost
- Clare Nicholls
- Christene Kemmerlin

Episodio 11: Desalmadas
- Ruby Thomas
- Julia Díaz
- Caroline Reed Robertson

Episodio 12: Venganza por propia mano
- Ellie Nesler
- Jean Harris
- Amina Chaudary

Episodio 13: Corazones Oscuros
- Miriam Helmick
- Clara Carl
- Carol Kemp

Episodio 14: Sangre Inocente
- Terrie Robinson
- Fiona Donnison
- Jewell Hendricks

Episodio 15: Doble Problema
- Clarissa Sánchez
- Christine y Léa Papin
- Connie Leung

Episodio 16: Parientes Peligrosos
- Denise Frei
- Stephanie Hudnall
- Helen Ryan

Episodio 17: Falta de Piedad
- Christie Michelle Scott
- Sneza Suteski
- Katrina Sarkissian

Episodio 18: Almas De piedra
- Donna Kay Trapani
- Clara Schwartz
- Iva Kroeger

Episodio 19: Novias Brutales
- Katie Cook
- Pauline Rogers
- Rose Carina

Episodio 20: Mal Domesticadas
- Linda Carty
- Margie "Maggie" Hamilton
- Rachel Pfitzner

### Temporada 8 (2014)
Episodio 1: Dama De Sangre
- Lizzie Borden

Episodio 2: El Dinero de Mamá
- Doris Ann Carlson
- Amber Merrie Bray
- Tashia Stuart

 Episodio 3: Nunca Se Es Muy Joven
- Toni Fratto
- Sharon Carr
- Katie Bellflower

 Episodio 4: Tres Son Multitud
- Michelle Gable
- Ruth Snyder
- Martha Freeman

 Episodio 5: Atrápame Si Puedes
- Jean Ann James
- Annie Monahan
- Linda Darby

 Episodio 6: Ambiciosas
- Maureen "Miki" McDermott
- Marie Porter
- Debra Lynn Baker

 Episodio 7: Viudas Autohechas
- Linda Calvey
- Angelina Rodriguez
- Anna Antonio

 Episodio 8: Amante Vengativa
- Camellia Brown
- Geraldine Smith
- Michelle Burgess

 Episodio 9: Crueles
- Angela Simpson
- Kemi Adeyoola
- Latonia Bellamy

 Episodio 10: Una Segunda Opción
- Brandita Taliano
- Nadiyah Venable
- Tanya Lane

 Episodio 11: Cariño Al Dinero
- Melissa Sheppard
- Kelly Gissendaner
- Ada Wittenmeyer

 Episodio 12: Frías Como El Hielo
- Tracey Richter
- Melanie Smith
- Rhonda Wisto

 Episodio 13: Miradas Que Engañan
- Angela Murray
- Eva Dugan
- Pamela Lanier

 Episodio 14: Tener y Matar
- Gaile Owens
- Kym Cano
- Tyshee Prokop

 Episodio 15: Locas o Malvadas
- Morgan Smith
- Sarah "Cindy" White
- Kathleen Hagen

 Episodio 16: Despreciadas
- Lan Anh Le
- Julia Andrews
- Dorothy Mort

 Episodio 17: Control Total
- Carman Major Jenkins
- Patricia Goddard
- Cherylle Dell

 Episodio 18: Rabia Oculta
- Ana Trujillo
- Essie Bible
- Arline Lawless

 Episodio 19: Un Trabajo De A Dos
- Ada Leboeuf
- Keng Hwee (Kathy) Yeo
- Vernice Ballenger

 Episodio 20: En La Familia
- Sandi Nieves
- Nicole Yesconis
- Farzana Ahmed

### Temporada 9 (2015)
Episodio 1: Durmiendo con el enemigo
- Darlene Gentry
- Carol Croydon
- Claire Welsh

Episodio 2: Huérfanos por sí mismos
- Patricia "Patty" Columbo
- Susan Edwards
- Tina Lunney

Episodio 3: El juego de perder vidas
- Nicole Vonlee Titlow
- Sandra Barajas
- Amber Smith

Episodio 4: Monstruos de ojos verdes
- Diana Haun
- Erin Everett
- Patricia Rorrer

Episodio 5: Reembolso
- Nadia Palacios
- Juana Barraza
- Donna Casagrande

Episodio 6: Enriquecimiento rápido
- Tracey Grissom
- Jamila M'Barek
- Shayne Lovera

Episodio 7: Dúos asesinos
- Larketa Collier y Sharon Patterson
- Christina Button
- Elain Kay Young y Katherine Mock

Episodio 8: Nunca se es muy viejo
- Sandra Layne
- Lena Driskell
- Rowena Ledbetter

Episodio 9: Por siempre
- Tracy Lea Fortson
- Na Cola Franklin
- Angela Williams

Episodio 10: Carácter explosivo
- Brandi Holmes
- Stella Lipczynska
- Karen Walsh

Episodio 11: Encomienda asesina
- Monique Wheeler
- Wendy Evans
- Mary Rogers

Episodio 12: Enemigas
- Kimberly Cargill
- Rebecca Douglas
- Kath Hambrick

Episodio 13: Vulnerables
- Sara Moore
- Angelika Gavare
- Denise Goodwin

### Temporada 10 (2016)
Episodio 1: Seductoras, maduras y asesinas
- Shirley Turner
- Allison Miller
- Gina Spann

Episodio 2: Abuelas armadas
- Jean Allen
- Joyce Sturtdivant
- Barbara Ann Scott

Episodio 3: Malas hasta la médula
- Miranda Barbour
- Sharon Edwards
- Toni Jo Henry

Episodio 4: Hasta que la muerte nos separe
- Darcy Matlock
- Vegas Bray
- Harmohinder "Mindy" Sanghera

Episodio 5: Dulzura y rencor
- Teresa Pérez
- Karra Trichelle Allen
- Ashleigh y Holly Robinson

Episodio 6: Dinero en efectivo
- Susan Lee Russo
- Dorothea Waddingham
- Darlene Spears

Episodio 7: Asesino en ley
- Katey Passaniti
- Opal Collins
- Rajvinder Kaur

Episodio 8: Mentes sospechosas
- Kimethia "Kim" Coleman
- Stephanie Erends
- Victoria Mendoza

Episodio 9: Actos atroces
- Delpha Jo Spunaugle
- Cai Xia Liao
- Nancy Larios

Episodio 10: Entierro casero
- Danielle Green
- Patricia Silverstein
- Ann Browning

Episodio 11: Mal manejo de la ira
- Tomiekia Johnson
- Roxalana Druse
- Huajiao Zhuang

Episodio 12: Adiós al amor
- Katrina Bridges
- Carmen Montenegro (Carmen Montelongo)
- Julie Michelle Dunn

Episodio 13: De amigas a enemigas
- Molly Martel
- Shauna Hoare
- Betty Butler

### Temporada 11 (2017)
Episodio 1: Asesinato en la mitad de la vida
- Jeanne Harrington
- Mary Elizabeth Wilson
- Connie Sanders-Ford

Episodio 2: Ilícitas y letales
- Cheryl Lynn Lucero
- Maria Barbella
- Zatoon Bibi

Episodio 3:  Lazos rotos
- Misook Nowlin
- Styllou Christofi
- Sarah Vercauteren

Episodio 4: El lado oscuro
- Patricia Wells
- Megan Haines
- Martha " Patty" Cannon

Episodio 5: Dos para enredar
- Donna Roberts
- Shonda Johnson
- Gurpreet Ronald

Episodio 6: Atacan y huyen
- Jacquelyn "Jackie" Greco
- Martha Ann McClancy
- Ellen Snyder

Episodio 7: La mira mortal
- Sarah Gonzales-McLinn
- Martha Grinder
- Samantha Bachynski

Episodio 8: Temperamentos fuertes y corazones fríos
- Theresa Petto
- Clara Phillips
- Yvonne Caylor

Episodio 9: Amor por el dinero
- Maryann Castorena
- May Carey
- Michelle Willard

Episodio 10: Lazos fatales
- Jennifer Shanbrom
- Bathsheba Spooner
- María Boyne

Episodio 11: Familiar asesino
- Jennifer Pan
- Martha Place
- Judith Cengiz

Episodio 12: Punto de inflexión
- Amy Bishop
- Bridget Durgan
- Lisa Shuler

Episodio 13: Despreciadas y peligrosas
- Shannon O'Rouke Griffin
- Patricia Tito
- Manisha Patel

### Temporada 12 (2018)
Episodio 1: Casados hoy, mañana te vas
- Molly Martens
- Sandra Melgar
- Renee Poole

Episodio 2: Besos que matan
- Robin O'Neill
- Sarah Williams y Katrina "Kit" Walsh
- Ashley Shutes

Episodio 3: Amistades enemigas
- Jennifer Rose Trent
- Jemma Lilley y Trudi Lenon
- Jacqueline Luongo

Episodio 4: Los amantes hacen tres
- Crystal Gambino
- Ada Hulmes
- Sabah Khan

Episodio 5: Deseos retorcidos
- Rita Gluzman
- Amanda Taylor
- Kayleigh Woods

Episodio 6: El juego de la culpa
- Marlene Postell Johnson
- Estíbaliz Carranza
- Jody Herring

Episodio 7: Amor vuelto odio
- Tausha Fields Morton
- Ellishia Allen
- Raminder Kaur

Episodio 8: Rechazo y celos
- Jean Sinclair
- Paula Ángel
- Rena Salmon

Episodio 9: Punto de ebullición
- Victoria Rickman
- Mary Wheeler
- Lauren Stuart

Episodio 10: Tomadoras
- Kirsten Stephens
- Brittney Dwyer y Bernadette Burns
- Iryn Meyers

### Temporada 13 (2019)
Episodio 1: Amor fatal
- Lucille Miller
- Jackie Spaulding
- Julie Dixon

Episodio 2: Belleza y  bestialidad
- Amanda Perry Hayes
- Beulah Annan
- Hazel Stewart

Episodio 3: Una tragedia familiar
- Áurea Vázquez Rijos
- Pamela Lee Worms
- Helen Levina

Episodio 4: Votos para matar
- Jane Leslie Carpenter
- Emma LeDoux
- Lindy Williams

Episodio 5: Nada de piedad
- Paige Conley
- Becky Reid
- Katie Coursey

Episodio 6: Matando a la competencia
- Mary Jane Fonder
- Wanda Stopa
- Sabrina Kouider

Episodio 7: Fijación fatal
- Liz Golyar
- Marie Arthur
- Lucy Cruz

Episodio 8: Desechada y desesperada
- Melanie Eam
- Amy Hill
- Kathryn Preston

Episodio 9: Dinero sangriento
- Esther Beckley
- Sharon Swinhoe
- Virginia Caudill

Episodio 10: Sin amor
- Shelly Arndt
- Jacqueline Crymble
- Lisa Segotta

### Temporada 14 (2021)
Episodio 1: Amor Podrido
- Ciera Harp
- Linda Ricchio
- Loretta Burroughs

Episodio 2: Espíritus del Mal
- Barbara Rogers
- Leonarda Cianciulli
- Geraldine Parrish

Episodio 3: Inflamables
- Rhonda Orr
- Florence Ransom
- Patricia Hill

Episodio 4: Matar a sus Creadores
- Heather Barbera
- Simona Zafirovska
- Dayna Jennings

Episodio 5: Tener y dañar
- Roslyn Palmir
- Marie Poling
- Susan Mae Bolling (Susan Polk)

Episodio 6: Mentiras Letales
- Annette Cahill
- Margaret Vandergulik
- Nicole Abusharif

Episodio 7: Como Hielo Frío
- Lisa Jo Chamberlin
- Mary Farmer
- Carol Dawson

Episodio 8: Intelecto Asesino
- Pamela "Pam" Smart
- Belva Gaertner
- Tyler Block Patton

Episodio 9: Enlaces Peligrosos
- Sonia Weidenfelder
- Denise Gay
- Mary Rice

Episodio 10: Sin Alma
- Chelsea Watrous Cook
- Debby Foxwell
- Tanya Nelson

Episodio 11: Casa de Asesinatos
- Catherina "Cat" Voss
- Grace Lusk
- Angela Taylor

Episodio 12: Manos Limpias, Hechos Sucios
- Uloma Curry
- Robyn Lindholm
- Chansamorn Pokai

Episodio 13: Haciendo un Asesinato
- Michele Williams
- María Manning
- Kemia Hassel